# Ritual del rey sustituto

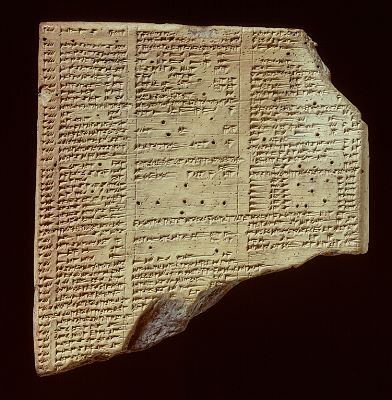
Tablilla de presagios astrológicos desbubierta en la biblioteca de Asurbanipal.

El Ritual del rey sustituto era un antiguo rito religioso de Mesopotamia de sacrificio humano, documentado más claramente en Asiria, que se realizaba para salvaguardar al rey cuando éste había sido condenado por fuerzas sobrenaturales. En general, se pensaba que estos malos presagios provenían de ciertos acontecimientos astronómicos como los eclipses. Durante el ritual, el rey abdicaba simbólicamente de su trono y se colocaba un sustituto en su lugar durante un periodo de hasta 100 días. Aunque no poseía ningún poder real, el rey sustituto vivía y celebraba la corte en el palacio y disfrutaba de la riqueza y el prestigio del soberano. Al mismo tiempo, el verdadero rey se ocultaba y sólo era accesible para sus consejeros más íntimos. A lo largo del ritual se realizaban muchos ritos exorcistas para transferir el peligro derivado de los malos presagios del monarca real al sustituto. Al final de este tiempo, el sustituto es ejecutado y el verdadero rey, habiendo transferido con éxito su funesto destino al chivo expiatorio, regresa a su trono.

## Justificación de la ceremonia
La institución se justifica dentro de la mentalidad de los antiguos babilonios y asirios en la fe en la predicción del futuro y la "doctrina" de la sustitución. 

### La fe en la predicción del futuro
Para los antiguos mesopotámicos los imprevistos, los acontecimientos, las coyunturas anormales y los encuentros insólitos constituían advertencias, "señales" a través de las cuales los dioses, organizadores del mundo y directores de la evolución de las cosas, dejaban prever sus decisiones sobre el destino de la humanidad según un código definido. Entre los signos del cielo, uno de los más reveladores y más dramáticos, según la opinión de la época, era el eclipse. La ocultación de la luz de una estrella era un presagio transparente de otra ocultación aquí en la tierra: la desaparición de aquel que desempeñaba el papel de iluminador y orgullo de su pueblo: el rey. Aunque todos los casos documentados de realización del ritual son atribuibles a un eclipse, es posible que otro tipo de tránsitos astronómicos también pudieran propiciar el ritual. Una tablilla descubierta en la Biblioteca de Asurbanipal que describe el ritual afirma que las razones para su realización son "el mal augurio de signos malignos y de mala suerte, eclipses de luna, sol, Júpiter, Venus, Mercurio y Saturno, [y Marte].
No todos los eclipses provocaban el ritual. Debían cumplirse ciertas circunstancias. La tabla 20 del Enuma Anu Enlil, una colección de registros de presagios astrológicos, afirma que si se produce un eclipse (de luna) y el planeta Júpiter está presente en ese eclipse, el rey está a salvo; un noble dignatario morirá en su lugar. Otra fuente afirma, en el caso de un eclipse solar, que si tiene lugar un eclipse (de sol) y Venus y Júpiter son visibles, el rey está a salvo, pero el país será atacado por un enemigo. Exceptuando los ejemplos anteriores, todos los eclipses significaban, en esencia, que un rey poderoso iba a morir, pero la identidad y la ubicación del monarca condenado debían determinarse por separado. Esto se hacía analizando las características del eclipse, como la fecha, la hora, la dirección de su tránsito y la región oscurecida del disco lunar o solar.
La zona oscurecida del disco de la luna o del sol era de importancia primordial para determinar la identidad del rey y del país en peligro. El disco estaba separado en cuatro partes que correspondían a los cuatro partes del mundo conocido de los asirios. Estos eran Amurru al oeste, Elam al este, Subartu al norte y Acad en el sur. El oscurecimiento de un cuadrante concreto durante un eclipse significaba un peligro para el país correspondiente y un eclipse total representaba un peligro universal. Los reyes asirios corrían peligro cuando se eclipsaba el cuadrante más bajo (correspondiente a Subartu). Para reyes como Asarhaddón, que gobernaba tanto Asiria como Babilonia, un cuadrante derecho oscurecido (correspondiente a Acad) también significaba peligro. Así, en Asiria era necesario el ritual del rey sustituto cuando el eclipse cumplía estas condiciones y Júpiter no era visible simultáneamente.

### La doctrina de la sustitución
El futuro adivinatorio era lo que cabía esperar en el momento en que los dioses daban a conocer su decisión mediante presagios. Pero había un recurso posible contra este veredicto, como lo hay contra la de los jueces aquí en la tierra. Así, se establecieron un cierto número de procedimientos para instar a los dioses a "otorgar el perdón", para revertir sus decretos condenatorios: la realización de diversos rituales exorcistas y conjuros mágicos. Este era precisamente uno de los postulados esenciales del exorcismo: se pensaba, en efecto, que el mal podía ser transferido de un individuo a otro.

## Procedimiento ritual

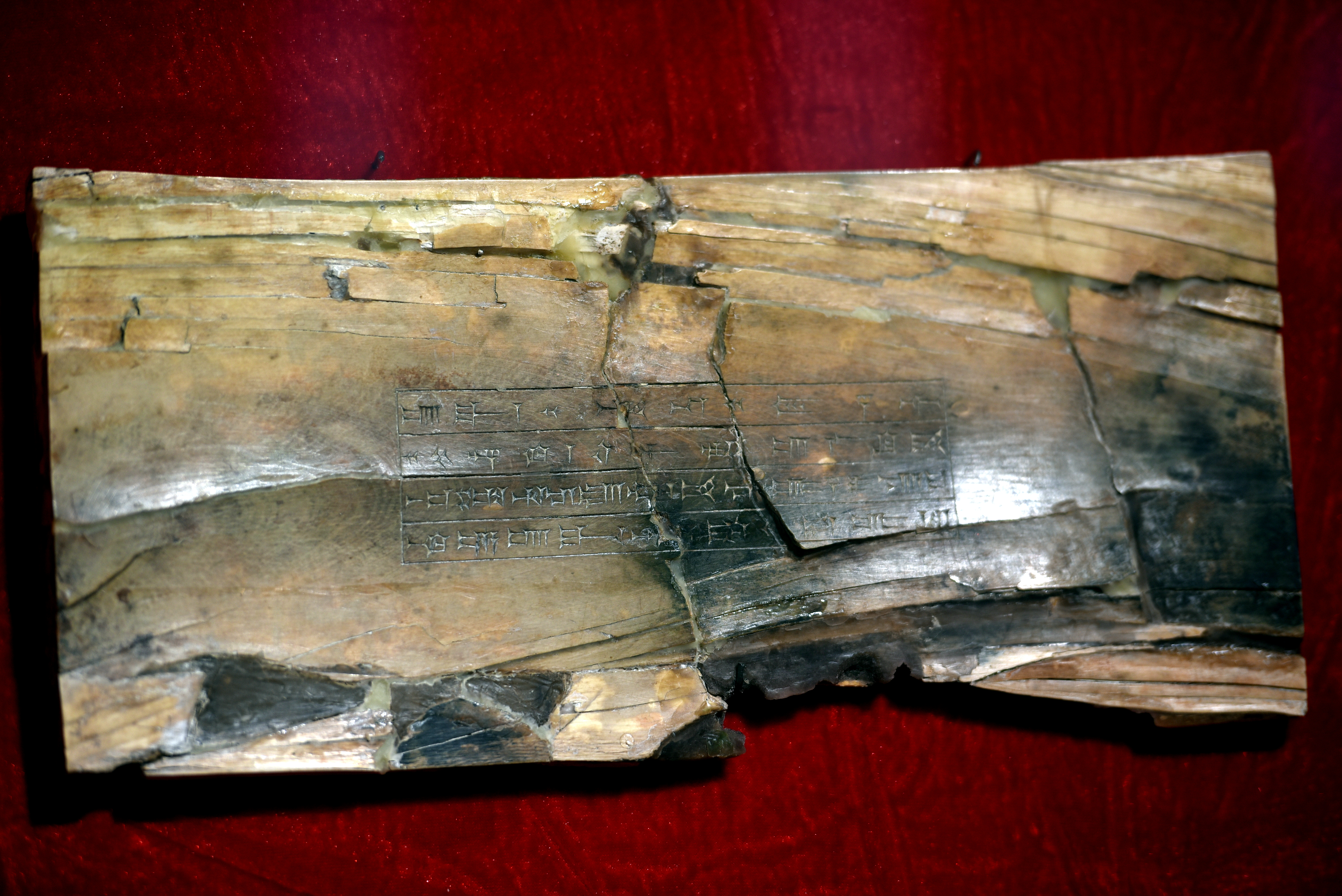
Tablilla de marfil con una compilación de presagios ordenada por el rey Sargón II (722-705 a. C.) para instalarla en su palacio de Khorsabad. Museo Nacional de Irak

### Aviso y recomendación al rey
Cuando se determinaba que el ritual era necesario, los consejeros del círculo íntimo del rey le informaban. A veces lo hacía únicamente el exorcista principal, aunque generalmente parece que un grupo de funcionarios y consejeros de alto nivel, como el exorcista principal, el escriba principal y el cantor principal, informaban colectivamente al rey de los malos presagios del eclipse. Normalmente esto sólo se hacía cuando el eclipse ya se había producido, pero en unos pocos casos inusuales parece haber ocurrido de antemano. Con dos excepciones, la sugerencia de realizar el ritual del rey sustituto siempre provenía del círculo de consejeros íntimos del rey y eran los únicos que participaban en los ritos relativos a la entronización del sustituto. Aunque el propio rey tenía técnicamente la última palabra para proceder o no con el ritual, siempre se asumió que consentiría su realización.

### Elección de un sustituto
Esta tarea recaía en los expertos: adivinos y astrólogos, exorcistas y "sacerdotes" diversos, que en cierto modo constituían el consejo de defensa del rey, su equipo de protección en asuntos que eran a la vez religiosos y políticos. Los criterios y las formalidades de esta elección no están claras. En general se elegía a algún criminal condenado, un prisionero de guerra, un adversario político o simplemente un sujeto ordinario. Sea como fuere, una vez elegido, el sustituto parece haber sido debidamente advertido, al menos, de que debía asumir los malos augurios. Pero no es seguro que esto se hiciera siempre de forma clara y explícita. El sustituto ideal era alguien cuya muerte no causara mucho malestar entre el pueblo. A menudo, al escribir cartas al rey, los funcionarios declaraban simbólicamente su disposición a servir como sustituto con la frase ana dinān šarri bēlīya lullik ("Yo iría como sustituto del rey, mi señor").

### Ritos de entronización y sustitución
Una vez elegido el sustituto, se le trasladaba al palacio donde se le lavaba, ungía y alimentaba. Se le vestía con los ropajes del rey y se le engalanaba con la diadema real y otras joyas, y, finalmente, se le colocaba en el trono. Las tablillas rituales existentes también indican que se elegía a una "muchacha" o "virgen" para que sirviera de "reina" y se sentara a su lado. La sustituta también recibía una estatuilla para presentarla a los dioses del inframundo.
Este era el momento del ritual en el que el verdadero rey y el sustituto intercambiaban formalmente sus papeles. Otra medida de protección era cambiar el "nombre oficial", el "título" de rey. Los consejeros del círculo íntimo del verdadero soberano se dirigían a él como "el campesino" o "el granjero". Aunque no se especifica en los textos, parece probable que el verdadero monarca tampoco ostentaría ningún signo externo de realeza ni ocuparía el trono durante el reinado del sustituto.
Para asegurarse de que se transferían correctamente al sustituto todos los malos presagios relacionados con el eclipse junto con cualquier otro signo funesto, se anotaban y se anunciaban al rey y a la reina sustitutos después de su ocupación del trono. A continuación, los sustitutos debían recitar los presagios ante el dios Shamash, el juez cósmico. Esta era una parte muy importante del ritual, supervisada por el escriba principal y acompañada de ritos exorcistas, que servía para transferir oficialmente el augurio de muerte del rey real al sustituto. Para asegurarse de que este intercambio de destino era irreversible, el registro donde se escribían los vaticinios se pegaban físicamente a las ropas del rey sustituto.
Algunos eclipses exigían que se repitieran los ritos de entronización. Dado que el sustituto tenía que ser coronado y entronizado en la residencia del rey, esto significaba que los reyes asirios que también gobernaban Babilonia (como Asarhaddón) tenían que entronizar allí a los reyes sustitutos cuando se eclipsaba su cuadrante lunar correspondiente. En los casos en que se eclipsaban los cuadrantes tanto de Asiria (Subartu) como de Babilonia (Acad), los ritos debían realizarse con el mismo sustituto tanto en Nínive como en Babilonia. Esto ocurrió tres veces durante el reinado de Asarhaddón. Dado que Babilonia estaba en ruinas durante su reinado y no poseía un palacio real adecuado, Asarhaddón eligió que los ritos de entronización se realizaran en la antigua ciudad de Acad que una vez sirvió como capital del imperio.
El rey sustituto mantenía una corte de tamaño considerable, posiblemente entre un tercio y la mitad de la que tenía el rey real. La mayoría de ellos eran destinados a mantener al sustituto entretenido y servido como cocineros y músicos. Algunos estudiosos sugieren que el séquito del sustituto consistía en una cantidad desproporcionada de guardias para mantenerlo bajo control y vigilancia, pero otros estudiosos cuestionan esta hipótesis. Se creía que la fatalidad predicha por el eclipse ocurriría dentro de los 100 días siguientes de producirse el fenómeno astronómico. Por lo tanto, el reinado del sustituto podía durar, y a menudo lo hacía, este periodo de tiempo. También era posible que el ritual concluyera mucho antes. Hay registros de rituales de reyes sustitutos que duraron respectivamente 47 días, 20 días, 7 días e incluso tan sólo 3 días. Esta disparidad muestra que la duración del reinado del sustituto no era de importancia primordial y que probablemente estaba influida por factores como eclipses adicionales u otras observaciones astrológicas.
Mientras el sustituto ocupaba el trono, se aconsejaba al verdadero rey y a la familia real que permanecieran en palacio y no viajaran al exterior hasta que el ritual hubiera concluido. Aparte esta circunstancia, el rey mantenía las riendas del reino. Al parecer, únicamente los sacerdotes y los consejeros reales eran los únicos funcionarios con acceso directo al rey mientras estaba oculto, ya que no se constatan escritos de los gobernadores o funcionarios de palacio dirigidos a su alias ritual "el Granjero". Tampoco hay registros que sugieran que alguno de estos funcionarios supiera que se había entronizado un sustituto.

### El destino del rey sustituto
Para concluir el ritual, una vez transcurrido el tiempo previsto, el rey y la reina sustitutos eran ejecutados. El método de ejecución no está claro, pero algunas fuentes apuntan a una sobredosis de alguna droga. Otras fuentes sugieren que los métodos más violentos y expeditivos eran lo habitual. Según las evidencias, no parece que la forma de morir tuviera importancia alguna en el ritual. Al referirse a la muerte del sustituto, los registros utilizan la frase "ir a la propia suerte". Esto no se debe a una aversión a hablar abiertamente de ello, sino más bien a que la muerte del sustituto se consideraba predestinada e inevitable.

### Ritos de inhumación
Sólo se conoce una inscripción que describe el entierro de un rey sustituto. En ella se describe cómo los cuerpos del rey y la reina sustitutos eran vestidos, ungidos y enterrados con todos los honores reales, repletos de exhibiciones públicas y luto. Se les colocaba en un mausoleo construido específicamente para ellos. No está claro si esta publicidad era una práctica excepcional o una práctica normal en el ritual. Durante el funeral se realizaban numerosos ritos exorcistas. El sustituto era enterrado con la estatuilla que se le había entregado y que representaba "todo lo que es malo" para poder presentarlo a los dioses del inframundo.
El palacio real estaba rodeado de estatuillas protectoras destinadas a conjurar cualquier mal que amenazara al rey. Tras la muerte del sustituto, el verdadero rey era purificado ritualmente. Se desconoce el método, pero es probable que incluyera un ritual de afeitado, un baño en el Tigris, la quema de incienso y el uso de ropajes nuevos. Es de suponer que estos rituales estaban destinados tanto a la limpieza del cuerpo como del espíritu del soberano.

## Periodicidad
En general, no está claro con qué frecuencia se realizaba el ritual del rey sustituto en Asiria. Durante el reinado de Asarhaddón se llevó a cabo siete veces. Si cada uno de estos rituales se cumplía en su ciclo total de cien días significaría que Asarhaddón pasó casi una quinta parte de su reinado oculto con un sustituto en el trono. Hay registros de una ceremonia de sustitución del rey a principios del reinado de Asurbanipal, pero parece que se utilizó una estatua como sustituto en lugar de una persona real. La frecuencia con la que Asarhaddón mandó la realización del ritual junto con el alto nivel de influencia que poseían sus consejeros más estrechos parece sugerir que este rito era un recurso de los consejeros reales para controlar los movimientos y el acceso al monarca. Esta hipótesis se refuerza por la reticencia de su sucesor Asurbanipal a someterse a dicho ritual a pesar de los numerosos eclipses  que se produjeron durante su reinado. Aparte de estos casos, los únicos registros del Neoasirio sobre la realización del ritual datan de entre los años 786 y 783 a. C., durante el reinado de Adad-nirari III.

## Otras menciones históricas
La primera mención del ritual del rey sustituto procede de la Crónica de los primeros reyes y menciona una historia (probablemente inventada) pero que conserva una serie de aspectos históricos. En ella se informa de que el noveno gobernante de la Primera Dinastía de Isin, Erra-Imitti (1868-1861), murió prematuramente en su palacio tras haber bebido un "caldo" demasiado caliente. Tuvo como sucesor a un simple jardinero llamado Enlil-bani (1860-1837 a. C.) al que había tomado como sustituto, es decir, como rey suplente, y que tras su muerte simplemente se mantuvo en el trono.
Heródoto parece mencionar -en términos muy generales- el ritual en sus Historias:
Plutarco (m. 150 d. C.) en los capítulos 73-74 de su obra Vidas, describe que "los adivinos caldeos" aconsejaron a Alejandro Magno que realizara el ritual en un intento de alejar la enfermedad que más tarde lo mataría.
Otras referencias indirectas sobre el tema se encuentran en Diodoro Sículo en su Historia Libro XVII, en Dión Crisóstomo en De regno IV, 66-68 y en Ateneo de Náucratis en su Banquete de los eruditos Libro XIV
Suetonio (m. 150 d. C.), en el libro 5 capítulo 29 de su obra Vidas de los doce césares, describe un suceso en la época de Claudio en el que se obligó a la emperatriz Mesalina a casarse con su amante Cayo Silio donde posteriormente ambos fueron ejecutados. Suetonio afirma que el contrato matrimonial fue firmado por el propio Claudio para "alejar y volcar sobre otro el peligro que se infería de ciertos presagios que amenazaban al propio emperador." El investigador C. J. Gadd ha sugerido que podría tratarse de un relato confuso de una especie de ritual de rey sustituto en el que Silio cumplía el papel de sustituto.